# عبیدالله بن زیاد
عبیدالله بن زیاد بن ابیه مشهور به ابن زیاد (۲۸ ه‍.ق – ۶۷ ه‍.ق) فرمانده نظامی مشهور امویان و از عوامل اصلی کشته شدن حسین بن علی و همراهانش بود.
وی از کنیزی به نام مرجانه زاده شد. برخی ابن زیاد را به طعنه به مادرش منسوب کرده و «ابن مرجانه» خوانده‌اند که اشاره به اتهام ناپاکی تولد عبیدالله دارد.
پدرش زیاد بن ابیه، از سرداران و حکمرانان اموی بود؛ که در سرکوب شورش‌ها در مناطق اسلامی، به قساوت و بی‌رحمی شهرت داشته‌است. در نسب زیاد بن ابیه نیز اختلاف است و مشخص نیست پدر او کیست. از این رو، وی را ابن ابیه (یعنی پسرِ پدرش) خوانده‌اند.
گفته‌اند که ابن زیاد، بسیار خشن، بی‌رحم و بی پروا بوده و برخی از زندگی‌نامه‌نویسان از او با عنوان «جبّار» یاد کرده‌اند چنان‌که نقل کرده‌اند، در سرکوب خوارج در بصره، خشونتی شگفت‌انگیز از خود نشان داد.
عبیدالله والی بصره بود و یزید او را در سال ۶۰ ه.ق پس از آشفتگی اوضاع کوفه، با حفظ سمت به امارت این شهر گماشت و سرکوب قیام حسین را به او سپرد. او در سال ۶۵ه.ق نیز قیام توابین را در عراق سرکوب کرد. عبیدالله بن زیاد به سبب نقشی که در واقعه کربلا داشت، از شخصیت‌های منفور نزد شیعیان است. او از سرداران مشهور اموی بود که درسال ۵۴هجری از طرف معاویه به حکومت خراسان منصوب شد، در سال ۵۶ از آنجا معزول به حکمرانی بصره منصوب گشت، همچنین عبیدالله ابن زیاد در بصره شورش خوارج را با خشونت فراوان سرکوب کرد.

## در واقعه کربلا
در واقعه کربلا عبیدالله بن زیاد بکر بن حمران احمری را مأمور دستگیری و به قتل رساندن مسلم بن عقیل در کوفه نمود و پس از آن فرمان قتل حسین بن علی و یاران او و اسارت اهل بیت او را به عمر بن سعد که فرمانده سپاه کوفه در کربلا بود داد.

او از کسانی است که در زیارت عاشورا مورد لعن قرار گرفته‌است:
لعن الله ابن‌مرجانة
و در جایی دیگر:
و لعن الله عبیدالله بن زیاد
رشید هجری از یاران علی بن ابی‌طالب نیز به امر وی کشته شد.
ابن زیاد پس از مرگ یزید ادعای خلافت کرد و اهل بصره و کوفه را به بیعت فراخواند ولی کوفیان دعوت او را نپذیرفتند و او را از شهر بیرون کردند. وی سپس از بیم انتقام فراری شد و مدتی به شام رفت همزمان با نهضت توابین مأموریت سرکوب توابین را یافت.
در سال ۶۵ هجری با لشکری به جنگ سلیمان بن صرد و سپاه توابین رفت و در نبرد عین الورده آنها را شکست داد.
سرانجام در نبرد خازر در سال ۶۶ یا ۶۷ هجری در جنگ با سپاه مختار ثقفی به فرماندهی ابراهیم بن مالک اشتر در ۵ فرسخی شمال موصل، امویان شکست خوردند و عبیدالله بن زیاد کشته شد. ابراهیم اشتر نیز طبق توافقش با مختار، حکومت موصل را بدست گرفت.

## در رسانه
| بازیگر          | نوع اثر          | نام اثر             | سال تولید |
| --------------- | ---------------- | ------------------- | --------- |
| رضا سعیدی       | سریال            | روایت عشق           | ۱۳۶۴      |
| عزت الله مقبلی  | سریال            | سفیر                | ۱۳۶۱      |
| محسن زهتاب      | سریال            | فرستاده             | ۱۳۸۱      |
| داریوش فرهنگ    | سریال            | معصومیت از دست رفته | ۱۳۸۲      |
| سیاوش طهمورث    | سریال            | آخرین دعوت          | ۱۳۸۷      |
| علی اصغر دریایی | سریال            | طفلان مسلم          | ۱۳۸۷      |
| فرهاد اصلانی    | سریال            | مختارنامه           | ۱۳۸۱-۱۳۸۹ |
| حسام منظور      | سریال            | مهمان کشی           | ۱۴۰۴      |
| بابک حمیدیان    | سینمایی          | رستاخیز             | ۱۳۹۱      |
| علی دهکردی      | سریال            | سرگشته              |           |
| جعفر دهقان      | تله فیلم         | سایه بر خورشید      |           |
| رضا فیاضی       | سریال- تله تئاتر | پیر وفا             |           |